# Decarthria boricua
Decarthria boricua är en skalbaggsart som beskrevs av Marc Micheli 2003. Decarthria boricua ingår i släktet Decarthria och familjen långhorningar. Inga underarter finns listade i Catalogue of Life.